# Kupferringbeutler
Der Kupfer-Ringbeutler (Pseudochirops cupreus) ist ein Beutelsäuger aus der Familie der Ringbeutler, der im Zentralgebirge von Neuguinea vorkommt.

## Merkmale
Kupfer-Ringbeutler haben eine Kopf-Rumpf-Länge von 36 bis 41 cm, eine Schwanzlänge von 27 bis 31 cm und ein Gewicht von 1,3 bis 2,21 kg. Von allen anderen Ringbeutlern können sie aufgrund ihrer Größe und dem fast unbehaarten letzten Schwanzdrittel unterschieden werden.

## Vorkommen, Lebensraum und Lebensweise

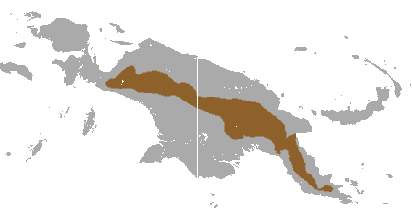
Verbreitungskarte des Kupfer-Ringbeutlers

Der Kupfer-Ringbeutler kommt im Zentralgebirge von Neuguinea ausschließlich in montanen Primärwäldern in Höhen von 500 bis 4000 Metern vor, hin und wieder auch in Sekundärwäldern oder in verwilderten Gärten. Unterhalb einer Höhe von 2000 Metern sind die Tiere selten, die meisten leben oberhalb von 2500 Metern. Im indonesischen Teil von Neuguinea leben sie oberhalb von 3700 Metern auch in Biotopen die nur von Sträuchern, Kräutern und Gräsern bewachsen sind. Kupfer-Ringbeutler sind vorwiegend nachtaktiv, wurden jedoch auch schon tagsüber beobachtet. Den Tag verbringen sie in Baumhöhlen oder in Erdbauten, die von 
De-Vis-Riesenbaumratte (Mallomys aroaensis) oder dem Gleichfarbkuskus (Phalanger gymnotis) angelegt wurden. In den meisten Fällen schlafen sie allein, es wurden jedoch auch schon Pärchen beobachtet die gemeinsam schliefen. Weibchen verlassen die Schlafstätte typischerweise etwa um 19:00 Uhr, die Männchen etwa eine halbe Stunde später. Früh morgens, etwa um 5:20 suchen beide Geschlechter wieder einen Schlafplatz auf. Die Tiere ernähren sich vor allem von Blättern. Diese bilden 85 bis 90 % der Nahrung, der Rest besteht aus Früchten. Der Berg-Kuskus (Phalanger carmelitae) ist offensichtlich ein stärkerer Nahrungskonkurrent des Kupfer-Ringbeutlers und diese verlassen eine Baum, auf dem sie gefressen haben, wenn ein Berg-Kuskus auf diesen Baum klettert. Erst wenn dieser verschwunden ist kehren die Kupfer-Ringbeutler zurück. Kupfer-Ringbeutler bekommen nur ein einzelnes Jungtier. Eine spezielle Fortpflanzungszeit besteht offensichtlich nicht.

## Gefährdung
Der Kupfer-Ringbeutler gilt als „ungefährdet“ (Least Concern). Die Art ist weit verbreitet und die Population relativ groß. Obwohl sie vom Menschen zur Gewinnung von Bushmeat gejagt wird, scheint dies bisher keinen großen Einfluss auf den Bestand der Tiere zu haben. Der Kupfer-Ringbeutler kommt auch in mehreren Schutzgebieten vor. Zu den Beutegreifer, die den Kupfer-Ringbeutler jagen, gehören die Boelen-Python (Simalia boeleni) und verschiedene Greifvogelarten.